# Angyalka
Az Angyalka női név az Angéla és az Angelika magyar formája.

## Rokon nevek
Angella, Angyal, Angéla, Angelika, Angelina, Andelina, Andelin

## Gyakorisága
Az újszülöttek körében az 1990-es években szórványosan fordult elő. A 2000-es és a 2010-es években sem szerepelt a 100 leggyakrabban adott női név között.
A teljes népességre vonatkozóan az Angyalka sem a 2000-es, sem a 2010-es években nem szerepelt a 100 leggyakrabban viselt női név között.

## Névnapok
január 4., január 27., május 31.